# Black Cat Bone
Black Cat Bone (abgekürzt: BCB) ist eine Tübinger Blues- und Bluesrock-Band. Die Gruppe spielt vor allem Stücke in englischer Sprache, brachte aber 1983 auch eine LP mit schwäbischen Texten heraus.

## Geschichte
Die Urbesetzung mit den Brüdern Hansjörg und Robert Müller, Stephan Wegner und Albrecht Schäfer formierte sich 1979 und hatte im gleichen Jahr anlässlich des Rock gegen Rechts-Festivals in Tübingen ihren ersten Auftritt.
Bereits 1983 verließ Schlagzeuger Robert Müller die Band. Ihm folgte ein Jahr später Keyboarder Albrecht Schäfer. Während die Position am Schlagzeug mit Uli Wagner neu besetzt wurde, blieb Albrecht Schäfer zunächst ohne Nachfolger. Das so neu entstandene Trio tourte in den Folgejahren mehrfach durch Westeuropa. Erst 1989 wandelte sich Black Cat Bone mit der Aufnahme des Keyboarders Linus Wahl wieder zu einem Quartett. In den 1990er Jahren folgten Auftritte und CD-Produktionen mit Musikern wie Katie Webster, Sidney „Guitar Crusher“ Selby, Calvin Owens (musikalischer Leiter von B. B. King), Steve Baker, Rick Derringer (The McCoys), Chris Farlowe (Colosseum), Alvin Lee (Ten Years After) und Mick Taylor.
Frontmann, Gitarrist und Sänger Hansjörg Müller wanderte 2002 zu seiner US-amerikanischen Ehefrau Susan McMinamin nach Florida aus, um dort als Sessionmusiker und Gitarrenlehrer zu arbeiten. Er hinterließ zunächst eine große Lücke in der Band. Als neue Gitarristen konnten aber Werner Dannemann und Norbert Hahn gewonnen werden. Für den Gesangspart trat Tanja Telschow neu in die Gruppe ein. Ohne Hansjörg Müller firmierte die Band bis 2008 zunächst unter dem Namen Black Cat Bone Rhythm Section.
Im Jahr 2009 übernahm die Gruppe wieder ihren Gründungsnamen Black Cat Bone und Gunter Richter wurde neuer Gitarrist. Anfang 2012 kam der Keyboarder Martin Holzner für Linus Wahl. Die bislang letzte CD und DVD - Live at the Pavillon erschien 2013. Frontfrau Tanja Telschow gewann 2016 den German Blues Award in der Kategorie Gesang weiblich.
Black Cat Bone ist bis heute als Live-Band vor allem in Baden-Württemberg aktiv, wobei sie bei Konzerten gelegentlich vom Saxophonisten Arno Haas unterstützt wird.

## Stil
Black Cat Bone begann 1979 als Bluesband. Anfang der 1980er Jahre wechselte die Band kurzzeitig zum Schwobarock. Auf Betreiben von Robert Müller wurde die LP Am Arsch der Welt eingespielt. Diese hatte im Gegensatz zu allen anderen Platten von BCB schwäbische Texte und orientierte sich musikalisch stärker am Rock. An den Erfolg anderer Bands aus dem Schwobarock – wie zum Beispiel Schwoißfuaß oder Wolle Kriwanek – konnte Black Cat Bone aber nicht anknüpfen.
Man kehrte daher wieder zur Bluesmusik zurück und perfektionierte diese so weit, dass internationale Größen der Bluesszene auf die Band aufmerksam wurden und gemeinsam mit BCB Stücke einspielten. Höhepunkt dieser Entwicklung war das 1997 zusammen mit dem Ex-Rolling Stones-Gitarristen Mick Taylor aufgenommene Album Taylormade. Auch nach dem Wechsel von Sänger Hansjörg Müller zu Sängerin Tanja Telschow blieb Black Cat Bone dem Blues treu, wobei sich Tanja Telschows Gesang ein Stück weit am Soul orientiert.

## Diskografie

### Alben
- 1980: Black Cat Bone
- 1983: Am Arsch der Welt - Album mit schwäbischen Texten
- 1984: Live
- 1989: Livin' on the Hog
- 1990: Delta Blues
- 1991: Men Smart, Women Smarter (Katie Webster & BCB)
- 1994: Blue Shadows (BCB feat. Chris Farlowe und Guitar Crusher)
- 1995: Message to Man (Guitar Crusher feat. BCB)
- 1997: Taylormade (BCB feat. Mick Taylor)
- 1999: First, Second, Third ... The Early Years
- 2009: Viewpoint
- 2013: Live at the Pavillon[3]

### Singles
- 1983: Semm'r jetzt drei / Am Arsch der Welt[4]